# Eredivisie 1987-88
La Eredivisie 1987-88 fue la 32.ª edición de la Eredivisie. El campeón fue el PSV, conquistando su 7.ª Eredivisie y el 10.° título de campeón de los Países Bajos.

## Tabla de posiciones
| Pos | Equipo           | PJ | PG | PE | PP | GF  | GC  | Pts | DG  | Notas                                         |
| --- | ---------------- | -- | -- | -- | -- | --- | --- | --- | --- | --------------------------------------------- |
| 1   | PSV Eindhoven    | 34 | 27 | 5  | 2  | 117 | 28  | 59  | 89  | Copa de Europa. [1]                           |
| 2   | AFC Ajax         | 34 | 23 | 4  | 7  | 78  | 40  | 50  | +38 | Copa de la UEFA.                              |
| 3   | FC Twente        | 34 | 16 | 9  | 9  | 63  | 40  | 41  | +23 | Play-offs para ingresar a la Copa de la UEFA. |
| 4   | Willem II        | 34 | 14 | 10 | 10 | 60  | 46  | 38  | +14 | Play-offs para ingresar a la Copa de la UEFA. |
| 5   | VVV-Venlo        | 34 | 13 | 12 | 9  | 43  | 35  | 38  | +8  | Play-offs para ingresar a la Copa de la UEFA. |
| 6   | Feyenoord        | 34 | 14 | 8  | 12 | 63  | 57  | 36  | +6  |                                               |
| 7   | FC Den Bosch     | 34 | 15 | 6  | 13 | 46  | 46  | 36  | 0   |                                               |
| 8   | Fortuna Sittard  | 34 | 11 | 13 | 10 | 51  | 48  | 35  | +3  |                                               |
| 9   | HFC Haarlem      | 34 | 14 | 6  | 14 | 42  | 46  | 34  | -4  |                                               |
| 10  | FC Utrecht       | 34 | 11 | 11 | 12 | 41  | 55  | 33  | -14 |                                               |
| 11  | FC Groningen     | 34 | 13 | 6  | 15 | 54  | 52  | 32  | +2  | Play-offs para ingresar a la Copa de la UEFA. |
| 12  | Sparta Rotterdam | 34 | 12 | 8  | 14 | 44  | 50  | 32  | -6  |                                               |
| 13  | PEC Zwolle       | 34 | 10 | 9  | 15 | 40  | 64  | 29  | -24 |                                               |
| 14  | FC Volendam      | 34 | 10 | 9  | 15 | 40  | 66  | 29  | -26 |                                               |
| 15  | Roda JC          | 34 | 10 | 8  | 16 | 46  | 54  | 28  | -8  | Recopa de Europa. [2]                         |
| 16  | AZ               | 34 | 9  | 10 | 15 | 44  | 64  | 28  | -20 | Descenso a la Eerste Divisie.                 |
| 17  | FC Den Haag      | 34 | 7  | 8  | 19 | 50  | 72  | 22  | -22 | Descenso a la Eerste Divisie.                 |
| 18  | DS '79           | 34 | 2  | 8  | 24 | 41  | 100 | 12  | -59 | Descenso a la Eerste Divisie.                 |

PJ = Partidos jugados; PG = Partidos ganados; PE = Partidos empatados; PP = Partidos perdidos; GF = Goles a favor; GC = Goles en contra; Pts = Puntos; DG = Diferencia de goles

[1] PSV Eindhoven compitió en la Copa de Europa 1988/89 como defensor del título. 
[2] El PSV también ganó la Copa de los Países Bajos, obteniendo así el doblete. Por lo tanto, el finalista Roda JC jugaría en la Recopa de Europa.

### Play-offs
| Pos | Equipo       | PJ | PG | PE | PP | GF | GC | Pts | DG | Notas            |
| --- | ------------ | -- | -- | -- | -- | -- | -- | --- | -- | ---------------- |
| 1   | FC Groningen | 6  | 2  | 3  | 1  | 7  | 5  | 7   | +2 | Copa de la UEFA. |
| 2   | Willem II    | 6  | 2  | 2  | 2  | 9  | 8  | 6   | +1 |                  |
| 3   | FC Twente    | 6  | 2  | 2  | 2  | 8  | 9  | 6   | -1 |                  |
| 4   | VVV-Venlo    | 6  | 2  | 1  | 3  | 7  | 9  | 5   | -2 |                  |